# Sinem
Sinem  è un nome proprio di persona turco femminile.

## Varianti

### Varianti in altre lingue
- Curdo: Sînem[4]

## Origine e diffusione
Si tratta di un nome di origine altaica e persiana, che può significare "il mio seno" oppure "mia amata" oppure ancora "dal profondo dell'anima" oppure ancora "cuore mio".
Non si tratta di un nome popolarissimo, anche se rientra stabilmente nell'elenco dei 100 nomi più diffusi in Turchia.

## Onomastico
Il nome è adespota, non essendo portato da alcun santo. L'onomastico si può festeggiare il 1º novembre, giorno in cui cade la festa di Ognissanti. 

## Persone

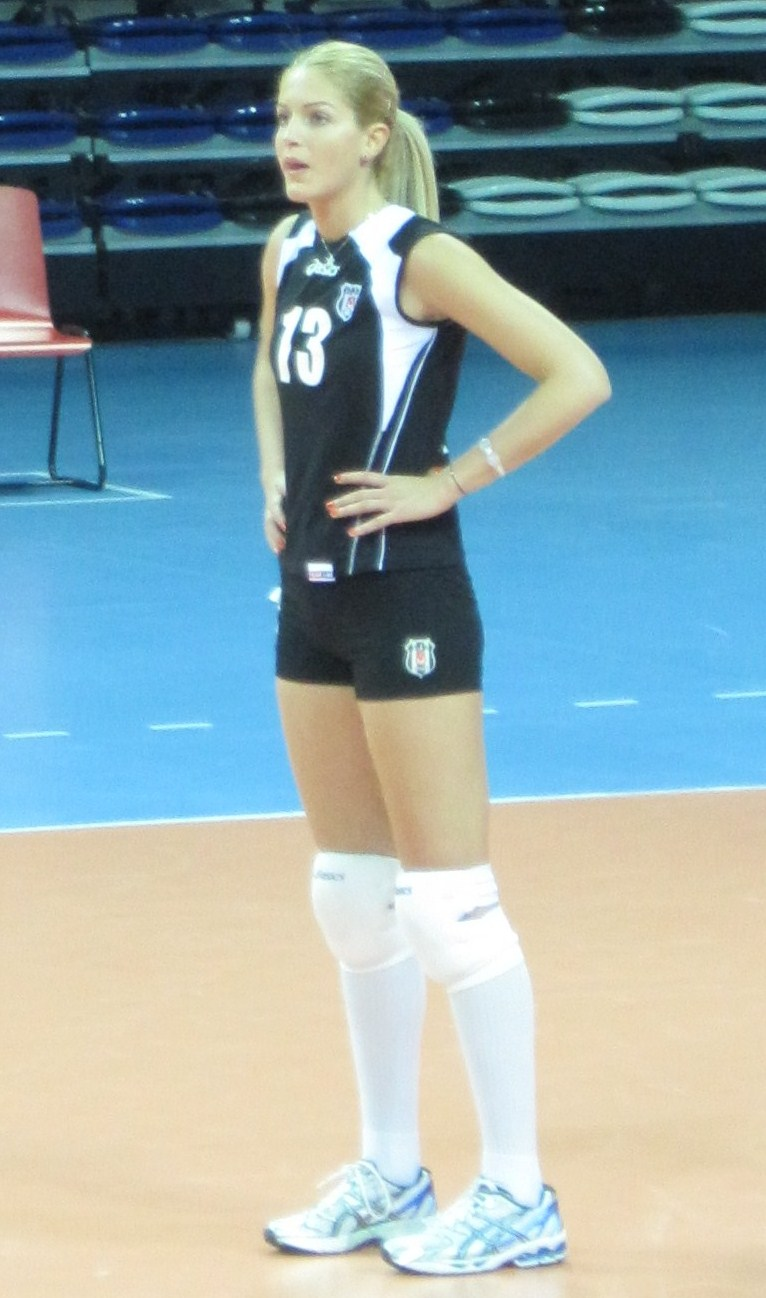
Sinem Yıldız

- Sinem Kobal, attrice turca
- Sinem Yıldız, pallavolista turca